# Ekthesis
Ekthesis o Ectesi (in greco:  Ἔκθεσις, "esposizione della fede") è un editto emanato nel 638 dall'imperatore bizantino Eraclio I nel tentativo di porre fine alle dispute cristologiche che scuotevano la Chiesa in merito alla natura umana e divina del Figlio, seconda persona della Trinità.
Con tale editto Eraclio imponeva in tutto l'Impero la dottrina della volontà unica di Cristo, il monotelismo, e proibiva ogni ulteriore discussione sul tema.
In modo simile, anche l’espressione di due operazioni o energie può scandalizzare molti, posto che non si trova in nessuno dei santi e venerati Padri: così che, se confessiamo due volontà nel Verbo di Dio, segue da quello che entrambe possono essere contraddittorie, volendo da una parte compiere la passione redentrice e dall’altra l’incarnazione in Lui prodotta può resistere, ovviamente d’accordo con la propria volontà; pertanto, voler introdurre due volontà contrarie è empio ed estraneo al dogma cristiano. Se persino il folle Nestorio, che si permise di dividere l’umanità divina di nostro Signore introducendo due figli, non osò parlare delle volontà di questi e, al contrario, confessò una volontà consonante in Lui, una volta costituite le due persone, com’è possibile, confessando la fede ortodossa e glorificando il figlio signore nostro Gesù Cristo vero Dio, confessare il lui due volontà contrarie fra loro?
Per cui, conseguenti con i santi padri in tutto e in questo, confessiamo una volontà in nostro signore Gesù Cristo verissimo Dio; in modo che, in nessun momento, dal suo corpo animato intellettualmente, per proprio e separato impeto, nessuna scelta contraria può prodursi dalla sua sostanza naturale in mutua unione col Verbo di Dio se non solo quando, quale e quanta lo stesso Verbo volesse. Questi dogmi di pietà ci trasmisero coloro che dall’inizio li videro di persona e furono fatti ministri della parola, suoi discepoli e successori; e poi, i dottori della Chiesa ispirati da Dio e anche i cinque santi sinodi universali: quello di Nicea, quello di questa regia città, il primo di Efeso, quello di Calcedonia, e nuovamente, quello di Costantinopoli che fu il quinto dei concili celebrati.
E seguendo in tutto questi concili e accettando i suoi divini dogmi, tutto quanto promulgarono, noi promulghiamo; e coloro che rifiutano, noi rifiutiamo; e anatemizziamo, principalmente, Novaziani, Sabelliani, Ariani, Eunomiani, Macedoniani, Apollinaristi, Origeniani, Evagriani, Didimo, Teodoro di Mopsuestia, Nestorio, Eutiche, Dioscoro, Severo e gli empi affiliati di Teodoreto contrari alla retta fede del primo sinodo efesino e dei dodici capitoli di san Cirillo, e quanto si scrisse a favore di Teodoro e di Nestorio, e l’epistola detta di Iba. Ed esortiamo tutti i cristiani a pensare e a glorificare così, niente aggiungendo, niente sottraendo e niente mutando di quel che resta scritto: le definizioni eterne che, ispirate da Dio, prefissarono i sacerdoti della Chiesa per la salvezza di tutti.»
(Eraclio I, fedele in Gesù Cristo, imperatore per Dio, lo firmò.)
Eraclio chiese quindi al papa di approvare l'Ekthesis. Dal punto di vista dell'imperatore, l'Isapostolo, la richiesta doveva essere un atto puramente formale e la conferma del Papa, primo tra i patriarchi, un atto dovuto: al rifiuto posto da questi al riconoscimento dell'editto monotelita, Eraclio ordinò l'intervento dell'Esarca di Ravenna Isacco, che raggiunse Roma e saccheggiò il Patriarchio del Laterano, per punire il pontefice ribelle.
L'Ectesi rimase in vigore sino al 648, quando venne abolita dal Typos di Costante II.